# Kołycziwka
Kołycziwka (ukr. Количівка) – wieś na Ukrainie, w obwodzie czernihowskim, w rejonie czernihowskim, w hromadzie Iwaniwka. W 2024 liczyła 1288 mieszkańców
W pobliżu znajduje się stacja kolejowa Kołycziwka, położona na linii Czernihów – Niżyn.